# Festival Händel (Halle)

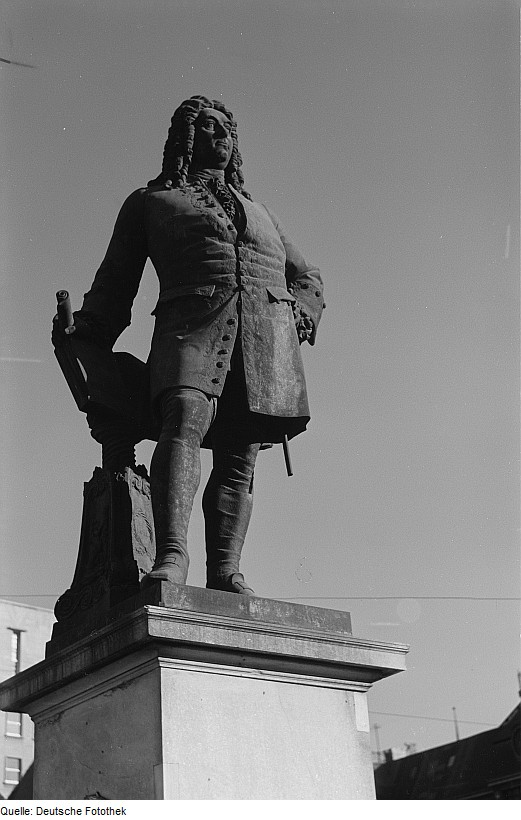
El monument a Händel, ubicat en la plaça del mercat de Halle (Saale), 1949

El Festival Händel (en alemany, Händel-Festspiele) de Halle an der Saale, Saxònia-Anhalt, és un festival de música internacional dedicat a la música de Georg Friedrich Händel. Halle és la ciutat on va néixer el compositor. Va ser fundat l'any 1922 i ha esdevingut un centre d'estudis i interpretacions sobre Händel. En particular, les obres de Händel han estat posades en escena de manera regular, algunes d'elles com a primeres reestrenes després de dos-cents anys.

## Història
El primer Händel-Festspiele de Halle fou organitzat el 1922, tres anys després del Festival internacional Händel de Göttingen. Es van interpretar els oratoris Semele i Susanna, l'òpera Orlando Furioso amb una escenografia de Hans Joachim Moser i altres obres de Händel i de compositors de Halle del segles XVI, XVII i XVIII. El 1925 es va fundar la Händel-Gesellschaft (Societat Händel) i se celebrà un segon festival el 1929, dirigit per Hermann Abert. El 250è aniversari del compositor el 1935 va ser l'ocasió per a un tercer festival sota el govern nazi, titulat "Reichs-Händelgedenktage". Després de la Segona Guerra Mundial, Erich Neuss, Max Schneider, Herbert Koch i d'altres van fundar la Hallesche Händel-Gesellschaft (Societat Händel de Halle), que va organitzar el quart Festival el 1948 en col·laboració amb el Landestheater, l'Evangelische Kirchenmusikschule (Academia de música de l'església protestant) i la Musikhochschule. Es va dur a terme en la Händelhaus, completada feia poc temps.
Des del 1952 el festival ha estat organitzat cada any a Halle, en col·laboració amb experts de la Universitat Martin-Luther-Halle-Wittenberg i la Hallesche Händel-Ausgabe. El Premi Händel per la Música ha estat assignat com a part del festival cada any des del 1956 fins al 1993.
L'Opernhaus de Halle ha contribuït cada vegada almenys oferint amb una de les obres de Händel, a més una funció s'ha posat en escena al Goethe-Theater de Bad Lauchstädt, l'únic teatre existent del barroc. L'orquestra del festival és, des del 1993, la Händel-Festspielorchester, que utilitzen instruments de l'època, i ha estat dirigida per Howard Arman fins al 2007, any que el succeí Bernhard Forck. Una característica afegida del festival és l'execució d'obres de compositors de Sachsen-Anhalt propers a Händel.
Des del 1922, 34 de les 42 obres de Händel han estat representades en més de 100 produccions. La primera interpretació moderna de Rinaldo, el 1954, fou dirigida per Horst-Tanu Margraf; Radamisto es va representar el 1955, Poro, rei de les Índies el 1956, Imeneo el 1960 i Scipione el 1965. Faramondo fou l'escollida en la represa de 1976. La primera òpera de Händel, Almira fou representada en el Goethe-Theater el 1994. Tolomeo fou produïda i enregistrada el 1998, probablement la primera representació d'aquesta òpera amb instruments barrocs, dirigida per Howard Arman. El 2006 va ser enregistrada la interpretació d'Admeto, re di Tessaglia, organitzada per Axel Köhler i dirigida per de Arman. El pastitx Júpiter en Argo fou representat el 2007, després d'una recent representació al Festival internacional Händel de Göttingen. En l'edició de 2009 es van representar les obres Floridante i Serse, el pastitx Anaestesia i els oratoris Teodora, El Messies, Belshazzar i Israel in Egypt.
El festival no es va celebrar el 2013 a causa de les greus inundacions d'aquell any.